# バトル・オブ・バミューダトライアングル
『バトル・オブ・バミューダトライアングル』（原題：Bermuda Tentacles）は、アメリカ合衆国のテレビ映画。2014年4月12日にSyfyで放送された。

## キャスト
| 役名                   | 俳優                   | 日本語吹替   |
| ---------------------- | ---------------------- | ------------ |
| リンダ・ハンセン       | リンダ・ハミルトン     | 塩田朋子     |
| トリップ・オリヴァー   | トレヴァー・ドノヴァン | 杉村憲司     |
| デステーノ大統領       | ジョン・サヴェージ     | 桂一雅       |
| プラマー               | マイア・ハリソン       | 志摩淳       |
| ジマー                 | ジェイミー・ケネディ   | 伊原浩史     |
| デイヴ・ウィリアムズ   | ロバート・ブランチ     | マンモス西尾 |
| ヴィンセント           | クレイグ・ブレア       | 増元拓也     |
| フィリップス           | リッコ・ロス           |              |
| ウォーレン             | ジェフ・レクター       |              |
| バークレー             | リチャード・ホワイトン |              |
| スティーブン・ホンドー | ルーク・ホワイト       | 野川雅史     |

- その他の声の吹き替え：藤沼建人／藤原貴弘／田村真／塩谷綾子／矢野正明／早川舞／羽野だい豆／渡邉惇

- TV初回放送：2015年7月24日 テレビ東京 『午後のロードショー』